# 华中路街道
华中路街道，是中华人民共和国安徽省安庆市迎江区下辖的一个乡镇级行政单位。

## 行政区划
华中路街道下辖以下地区：
华中社区、永胜社区、青少年宫社区、光荣社区、湖滨社区和皖江社区。